# Otto Sander
Otto Sander (Hanóver, 30 de junio de 1941 - Berlín, 12 de septiembre de 2013) fue un actor alemán.

## Biografía
Otto Sander creció en Kassel, donde hizo el Abitur (Selectividad alemana) en 1961. Tras terminar el colegio hizo el servicio militar en la marina y comenzó a estudiar teatro, filología alemana, historia del arte y filosofía. En 1965 hizo apariciones regulares como actor en el Kammerspielen de Düsseldorf. En ese mismo año trabajó por primera vez en una película, y en 1967 decidió dejar la universidad, se fue a la escuela de actores de Múnich y se dedicó profesionalmente a ser actor. Estaba casado con la actriz Monika Hansen y es padre adoptivo de los actores Ben Becker y Meret Becker. Otto Sander es uno de los actores más reconocidos de Alemania. Su carrera está estrechamente unida al Schaubühne de Berlín bajo la dirección de Peter Stein. Stein lo llevó en 1970 al Schaubühne. Debido a su poderosa voz, recibe a menudo el apodo The Voice (La Voz) y presta su voz a menudo como narrador en documentales y películas, como por ejemplo en la versión original de El Perfume, historia de un asesino. En 2004 apareció en la Schauspielhaus de Bochum protagonizando la obra Hauptmann von Köpenick. Sus papeles más recordados en el cine son el de uno de los ángeles de Cielo sobre Berlín de Wim Wenders y el de comandante de submarino en la película de Wolfgang Petersen Das Boot.
Tuvo dos hermanos, el abogado Adolf Sander y el científico Christian Sander, además de una hermana, la librera Marianne Sander.

## Filmografía
- 1973 - Einer von uns beiden - Dirección: Wolfgang Petersen
- 1974 - Meine Sorgen möcht' ich haben
- 1975 - Lehmanns Erzählungen (de Siegfried Lenz) - Dirección: Wolfgang Staudte
- 1976 - Die Marquise von O - Dirección: Éric Rohmer
- 1976 - Vier gegen die Bank - Dirección: Wolfgang Petersen
- 1978 - Trilogie des Wiedersehens
- 1979 - Die Blechtrommel - Dirección: Volker Schlöndorff
- 1980 - Palermo o Wolfsburg - Dirección: Werner Schroeter
- 1980 - Eine Liebe in Deutschland - Dirección: Andrzej Wajda
- 1981 - Das Boot - Dirección: Wolfgang Petersen
- 1986 - Rosa Luxemburg - Dirección: Margarethe von Trotta
- 1987 - Der Himmel über Berlin - Dirección: Wim Wenders
- 1988 - Der Bruch
- 1988 - Zum Beispiel Otto Spalt - Dirección: René Perraudin
- 1993 - In weiter Ferne, so nah - Dirección: Wim Wenders
- 1994 - Im weißen Rößl am Wolfgangsee - Dirección: Ursli Pfister
- 1994 - Das Loch - Dirección: Matthias Heise
- 1995 - Nikolaikirche - Dirección: Frank Beyer
- 1996 - Gespräch mit dem Biest - Dirección: Armin Mueller-Stahl
- 1997 - Comedian Harmonists - Dirección: Joseph Vilsmaier
- 1999 - Der Einstein des Sex - Dirección: Rosa von Praunheim
- 2001 - Sass - Dirección: Carlo Rola
- 2002 - Tödliches Vertrauen - Dirección: Johannes Grieser
- 2005 - Little Spoon - Dirección: Régine Provvedi
- 2008 - Krabat y el molino del diablo - Dirección: Marco Kreuzpaintner

## Doblaje
Su voz dobla en alemán a, entre otros, Dustin Hoffman e Ian McKellen.

## Literatura
- Klaus Dermutz, Karin Meßlinger: Otto Sander. Ein Hauch von Anarchie darf schon dabei sein .... Henschel, Berlin 2002, ISBN 3-89487-381-7